# 二甲氨基三甲基锡
二甲氨基三甲基锡是一种有机锡化合物，化学式为(CH3)2NSn(CH3)3。它可由三甲基氯化锡和二甲氨基锂反应得到。它和氨反应，可以得到三(三甲基锡基)胺和二甲胺。它和苯基膦反应，可以得到苯基二(三甲基锡基)膦。它和4,4'-二乙炔基联苯反应，生成4,4'-二(三甲基锡基乙炔基)联苯。